# Sisis
Sisis is een geslacht van spinnen uit de familie hangmatspinnen (Linyphiidae).

## Soorten
De volgende soorten zijn bij het geslacht ingedeeld:
- Sisis plesius (Chamberlin, 1949)
- Sisis rotundus (Emerton, 1925)